# Île de Baure
L'île de Baure  est une île fluviale de la Loire, à Gennes-Val-de-Loire en France.

## Description
L'île de Baure est située au milieu du cours de la Loire, en Maine-et-Loire, légèrement en aval du bourg du Thoureil (sur la rive gauche) et en amont de celui de La Ménitré (sur la rive droite).
L'île, de forme oblongue, mesure environ 500 m de long, pour une centaine de large au maximum ; elle culmine à 27 m au-dessus du niveau de la mer, soit environ 2 m au-dessus de celui du fleuve. Elle est inhabitée et presque entièrement boisée.

## Art contemporain
Depuis 2003, l'île accueille, l'été, des œuvres d'art contemporain des étudiants de l'École régionale des Beaux-Arts d'Angers.